# Bożena Kania
Bożena Kania, z. d. Woźniak (ur. 2 grudnia 1941 w Poznaniu, zm. 5 listopada 2014) – polska lekkoatletka, specjalizująca się w biegach płotkarskich i wielobojach, mistrzyni Polski.

## Kariera sportowa
Była zawodniczką MKS Zryw Poznań, AZS Poznań i Skry Warszawa.
Na mistrzostwach Polski seniorek zdobyła dziewięć medali: złoty w sztafecie 4 x 100 metrów w 1966, złote w pięcioboju w 1967 i 1968, złoty w biegu na 100 metrów przez płotki w 1968 (w debiucie tej konkurencji na mistrzostwach Polski), srebrny w biegu na 80 metrów przez płotki w 1963, srebrny w sztafecie 4 x 100 metrów w 1965, brązowe w sztafecie 4 x 100 metrów w 1960 i 1964 i brązowy w biegu na 100 metrów przez płotki w 1969.
W 1965 wystąpiła w 1 spotkaniu międzynarodowym.
Z drużyną Skry Warszawa poprawiła 15 sierpnia 1965 klubowy rekord Polski w sztafecie 4 x 100 metrów, z wynikiem 47,5. Po wprowadzeniu w 1968 do programu imprez biegu na 100 metrów przez płotki (w miejsce dystansu 80 metrów przez płotki) uzyskała kolejno najlepsze wyniki w historii Polski: 15,2 (24.07.1968), 14,4 (4.08.1968) i 14,1 (14.09.1968). Ten ostatni wynik został uznany za pierwszy rekord Polski w tej konkurencji (został w 1969 poprawiony przez Teresę Sukniewicz). 
Rekordy życiowe:
- 80 m ppł: 10,9 (7.07.1967)[1][7]
- 100 m ppł: 14,1 (14.09.1968)[8]
- skok w dal: 6,09 (19.09.1968)[8]
- pięciobój: 4412 (17-18.08.1968)[1][9]